# 柔毛小柱悬钩子
柔毛小柱悬钩子（学名：Rubus columellaris var. villosus）为蔷薇科悬钩子属下的一个变种。

## 扩展阅读
- 維基物種上的相關：柔毛小柱悬钩子